# Nowe Jastrzębsko
Nowe Jastrzębsko (niem. Friedenau) – wieś w Polsce położona w województwie wielkopolskim, w powiecie nowotomyskim, w gminie Zbąszyń.
Pod koniec XIX wieku Nowe Jastrzębsko należało do powiatu międzyrzeckiego. Używano nazw: Jastrzemki Nowe lub Jastrzębskie nowe olędry albo niemieckiej Friedenau. Wieś liczyła wtedy 69 domostw i 498 mieszkańców. Przeważali ewangelicy (382) nad katolikami (116). W latach 1975–1998 miejscowość administracyjnie należała do województwa zielonogórskiego.